# F43 단층
F43 단층(일본어: F43断層)은 일본 노토반도 북쪽에 있는 길이 100 km가 넘는 활단층이다. 2024년 1월 1일 일어난 2024년 노토반도 지진을 일으켰을 가능성이 높은 단층이다. 이 활단층은 역단층형으로 대략 동쪽 방향으로 45도의 경사를 가지고 있다.
F43 단층을 가리키는 단층은 여러 명칭이 존재하지만, 이 문서에서는 일본 국토교통성이 2014년 정리한 보고서에서 사용한 "F43"을 표제어로 사용한다. 도쿄 대학 지진 연구소에서는 NT2~NT9까지의 소단층 무리로 부르고 있으며, 일본 국토교통성이 F43 검토회를 열었을 때 가명으로는 "W7 단층"이라는 단어를 사용했다.

## 단층
F43 단층은 2011년 일어난 도호쿠 지방 태평양 해역 지진 이후 시작되어 2014년 일본 국토교통성이 발표한 해저지진 상정 재검토 보고서에서 정리한 활단층 중 하나이다. 보고서에서는 F43 단층에 따라 F42 단층이 활동할 경우 최대 규모 M7.6의 지진이 발생한다고 예상했다. 이는 한신·아와지 대진재의 약 2.8배, 2016년 구마모토 지진 본진의 에너지 8배에 해당한다. F43 단층을 세부 단층분절(세그먼트)로 분류하면 서쪽에서 동쪽으로 각각 몬젠 해역, 사루야마 해역, 와지마 해역, 스즈 해역 등 총 4개 단층분절로 나눌 수 있다.

## 단층 주변에서 발생한 주요 지진
- 2007년 3월 25일 2007년 노토반도 지진(Mj6.9, Mw6.7)[6]
- 2020년~현재 노토 군발지진
  - 2022년 6월 19일 이시카와현 노토 지방 지진(Mj5.4, Mw5.1)[7]
  - 2023년 5월 5일 오쿠노토 지진(Mj6.5, Mw6.2)[8]
  - 2024년 1월 1일 2024년 노토반도 지진(Mj7.6, Mw7.5)[9]

## 주변 단층
- F42 단층[1]
- F44 단층[1]
- F45 단층[1]
- F46 단층[1]
- 오치가타 단층대[10]

## 같이 보기
- 활단층
- 일본의 단층 목록
- 노토 군발지진